# Sickativ
Sickativ är ett slags torkmedel för oljefärger och oljefernissa (se linolja), som katalyserar torkningsreaktioner i de oljehaltiga bindemedlen genom att påskynda linoljans oxidation och/eller polymerisering. Endast mindre tillsatser av sickativ (3-5 %) kan göras; i annat fall försämras färgens kvalitet. Sickativ åldras och färger bör därför inte lagras mer än några år; för färg som lagrats längre tid förlängs torkningstiden.
Sickativ utgörs av metallsalter av organiska syror lösta i organiska lösningsmedel. Salter med mangan och kobolt påskyndar torkning av ytan, medan salter av kalcium, zink och zirkonium påskyndar torkning av hela skiktet. Även barium och bly används i sickativ, men bör undvikas av miljöskäl. Kobolt kan också ifrågasättas av miljöskäl. Även oxider såsom järnoxid eller mangandioxid uppges kunna användas som sickativ beroende på bindemedel.
Eftersom i stort sett alla alkyd- och oljefärger innehåller sickativ bör försiktighet iakttagas vid slipning av gammal målarfärg eftersom dammet kan innehålla nämnda tungmetaller.